# 測度論

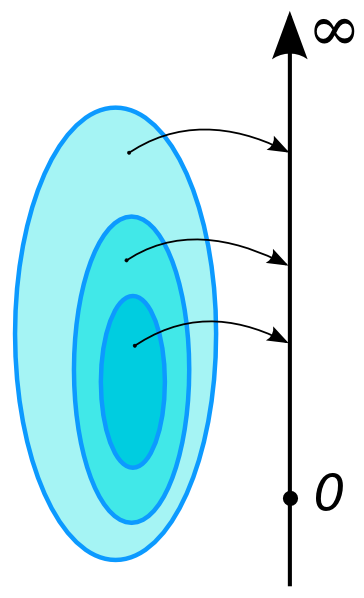
A が B の部分集合なら、A の測度は B と等しいかそれより小さい。また空集合の測度は 0 でなければならない。

測度論（そくどろん、英: measure theory）は、数学の実解析における一分野で、測度とそれに関連する概念（完全加法族、可測関数、積分等）を研究する。ここで測度（そくど、英: measure）とは面積、体積、個数といった「大きさ」に関する概念を精緻化・一般化したものである。よく知られているように積分は面積と関係があるので、積分（厳密にはルベーグ積分）も測度論を基盤にして定式化・研究できる。
また、測度の概念は確率を数学的に定式化する際にも用いられるため（コルモゴロフの公理）、確率論や統計学においても測度論は重要である。たとえば「サイコロの目が偶数になる確率」は目が 1, ..., 6 になるという 6 つの事象の集合の中で、2, 4, 6 という 3 つ分の「大きさ」を持っているため、測度の概念で記述できる。

## 概説
与えられた集合上の測度は 2 段階のステップで定義される。まずその集合の部分集合で測度が定義可能なもの（可測集合という）はどれであるかを決め、次にそれらの部分集合に対し具体的に測度を定義する。測度の定義は形式的に与えられ、その要件は、空集合の測度が 0 であることと、n 個の互いに素な集合の測度の和がそれらの集合の和集合の測度と一致することだけである。前述した面積、体積、個数はいずれも測度であることが容易に確かめられる。
重要なことは上の定義で n が可算個であってもよいということである。このことが測度論をベースにした積分の定義（ルベーグ積分）を従来の定義（リーマン積分）よりも使い易くしており、前者では適切な条件のもと積分と可算和の順番を交換できることを保証できる（有界収束定理）が、後者の場合は同じ条件下であってもこの種の交換は有限和のときにしか保証されない。
この測度の概念で、測度が定義できない集合が存在することが知られている。例えば {\displaystyle \mathbb {R} ^{2}} 上の測度として面積を考えた場合、面積が定義できない集合が存在する。しかしながら面積を定義できない集合は通常の方法では作れない（そのような集合を作るには選択公理が必要である）ことが知られているため、面積が定義できない集合があるという事実は、{\displaystyle \mathbb {R} ^{2}} 上で測度論を展開する上であまり障害にならない。ただし面積が定義できない集合が存在することを利用すると、非常に不可解な性質を導くことができることが知られている（バナッハ＝タルスキーのパラドックス）。

## 歴史
歴史的に微分積分学で扱うことのできた素朴な意味での体積（一般には多次元の体積）は、リーマン積分を用いて表され、有限加法的であった。1902年、アンリ・ルベーグは彼の学位論文『積分、長さ、体積』("Intégrale, longueur, aire") において測度の概念を確立する。これにより新たに定義された"体積"は、完全加法的であることを積極的に要求したため、極限概念との親和性が高く、そのためリーマン積分（とジョルダン測度）による場合よりも多くの集合に体積の定義が可能となった。これが測度論の始まりである。

## 形式的定義
形式的に、集合 {\displaystyle X} の部分集合からなる完全加法族 {\displaystyle {\mathbf {A}}} 上で定義される可算加法的測度 {\displaystyle \mu } は、拡張された区間 {\displaystyle [0,\,\infty ]} に値を持つ（つまり、無限大も許す非負値の）関数であり、次の性質を満たす。
- 空集合の測度は 0 である。

{\displaystyle \mu \left(\varnothing \right)=0}
- 完全加法性（可算加法性）：{\displaystyle E_{1}}, {\displaystyle E_{2}}, {\displaystyle E_{3}}, ... がどの二つも互いに共通部分を持たない {\displaystyle {\mathbf {A}}} に属する集合の列ならば

{\displaystyle \mu \left({\begin{aligned}\bigcup _{i}^{}\end{aligned}}\,E_{i}\right)={\begin{aligned}\sum _{i}^{}\end{aligned}}\,\mu \left(E_{i}\right)}
{\displaystyle {\mathbf {A}}} の元を可測集合（英: measurable sets）という。また、{\displaystyle \left(X,\,{\mathbf {A}},\,\mu \right)} に相当する数学的構造を測度空間（英: measure space）という。次の性質は、前述の定義から導かれる。
- 単調性：{\displaystyle E_{1}} と {\displaystyle E_{2}} が可測集合で {\displaystyle E_{1}\subseteq E_{2}} ならば、{\displaystyle \mu \left(E_{1}\right)\leq \mu \left(E_{2}\right)}。
- {\displaystyle E_{1}}, {\displaystyle E_{2}}, {\displaystyle E_{3}}, ... が可測集合の列で、各 {\displaystyle n} において {\displaystyle E_{n}\subseteq E_{n\,+\,1}} ならば、{\displaystyle E_{n}} たちの和集合は可測で

{\displaystyle \mu \left({\begin{aligned}\bigcup _{i}^{}\end{aligned}}\,E_{i}\right)=\lim _{i}\,\mu \left(E_{i}\right)}
- {\displaystyle E_{1}}, {\displaystyle E_{2}}, {\displaystyle E_{3}}, ... が可測集合の列で、各 {\displaystyle n} において {\displaystyle E_{n}\supseteq E_{n\,+\,1}} ならば、{\displaystyle E_{n}} たちの共通部分も可測である。さらに、少なくとも一つの {\displaystyle n} について {\displaystyle E_{n}} の測度が有限値であるならば

{\displaystyle \mu \left({\begin{aligned}\bigcap _{i}^{}\end{aligned}}\,E_{i}\right)=\lim _{i}\,\mu \left(E_{i}\right)}

## σ-有限測度
測度空間 Ω が有限であるというのは、μ (Ω) が有限値であることである。また、Ω が測度有限なる可測集合の可算和で表されるとき、Ω は σ -有限であるという。測度空間に属する集合は、それが測度有限なる可測集合の可算和であるとき σ -有限測度を持つという。
例えば、実数全体の集合に標準ルベーグ測度を考えた測度空間は σ -有限であるが、有限ではない。実際に、任意の整数 k に対して 閉区間 [k , k + 1] を考えると、これらは可算個であり、それぞれ測度 1 であって、和集合を考えれば実数直線を尽くす。
対して、実数全体の集合に数え上げ測度を考える。これは、実数からなる有限集合に、その集合に入る点の数を対応させるものである。この測度空間は σ -有限でない。なぜなら、どの測度有限な集合も有限個の点しか持たないのであって、その可算個の和集合は高々可算であるので、非可算集合である数直線を被覆し尽くすことができないからである。
σ -有限な測度空間は非常によい性質を持っている; σ -有限性は位相空間の可分性になぞらえることができる.

## 完備性
可測集合 S が μ(S) = 0 であるとき零集合 (null set) という。測度 μ が完備 (complete) であるとは、零集合の全ての部分集合が可測であることである。もちろん自動的に零集合自身が可測となる。
測度を完備測度に拡張することは簡単である。単純に、可測集合 S と零集合の分だけ異なる集合 S' たち（すなわち、そのような S と S' の対称差は零集合である）をすべて合わせたものの成す完全加法族を考えればよい。

## 例
以下に重要な測度をいくつか掲げる。
- 数え上げ測度：μ(S ) = S の元の個数。
- ルベーグ測度：R 上の区間を全て含む完全加法族の上で定義され、μ([0, 1]) = 1 を満たす、唯一の完備かつ平行移動不変な測度。
- ハール測度：局所コンパクト位相群へのルベーグ測度の一般化で、同様の性質を持つ。
- 零測度：μ(S ) = 0 for all S。
- どの確率空間も、全空間の値が 1 であって、したがってどの可測集合も単位区間 [0, 1] に値をとるような測度を生じさせる。そのような測度は確率測度と呼ばれる。

## 一般化
目的によっては、"測度" の値域を非負の実数あるいは無限大に制限しないものも有用である。たとえば、可算加法的な集合関数で負符号も許す実数に値をとるものは符号付測度と呼ばれる。同様の関数で複素数に値をとるものは複素測度と呼ばれる。バナッハ空間に値をとる測度はスペクトル測度 (spectral measure) と呼ばれ、主に関数解析学においてスペクトル定理 (spectral theorem) などに用いられる。これらの一般化した測度との区別のため、通常の測度を"正値測度"と呼ぶことがある。
ほかの一般化として有限加法的測度 (premeasure) がある。これは、完全加法性の代わりに有限加法性を課すことを除けば測度と同じである。歴史的には、こちらの定義の方が先に使われていたが、あまり有用ではないことが証明された。
ハドヴィガーの定理 (Hadwiger's theorem) として知られる積分幾何学における注目すべき結果によると、Rn のコンパクト凸集合の有限和の上で定義された平行移動不変、有限加法的で、必ずしも非負ではない集合関数のなす空間は、（スカラー倍の違いを除き）各 k = 0, 1, 2, ..., n に対して「次数 k の斉次な」測度とそれらの測度の線型結合からなる。「次数 k の斉次な」とは、任意の集合は c > 0 倍すると測度が ck 倍になるということである。次数 n の斉次な測度は通常の n 次元体積であり、次数 n − 1 の斉次な測度は「表面積」である。次数 1 の斉次な測度は「平均幅」という誤称をもつ不思議な関数である。次数 0 の斉次な測度はオイラー標数である。